# 刘杖子乡 (承德县)
刘杖子乡，是中华人民共和国河北省承德市承德县下辖的一个乡镇级行政单位。

## 行政区划
刘杖子乡下辖以下地区：
刘杖子村、陈家庄村、南大洼村、金厂村、窄道沟村、小西营村、胡营村、北台村、孟家庄村和二道营村。